# 1994年3月逝世人物列表
1994年逝世人物列表：1月 - 2月 - 3月 - 4月 - 5月 - 6月 - 7月 - 8月 - 9月 - 10月 - 11月 - 12月
1994年3月逝世人物列表，是用於匯總1994年3月期間逝世人物的列表。

## 依日期排序

### 1日
- 曼莫漢·德賽，57歲，印度電影製片人和導演。
- 伊利塞奧·迪亞哥，70歲，古巴詩人和短篇小說作家。[1]
- 路德維希·京德羅斯，83歲，德國足球運動員和經理。
- 阿列克謝·海夫，79歲，美國管弦樂和合唱作品作曲家。[2]
- 赫伯特·沙德，71歲，西德長跑運動員[3]
- 達拉斯雪麗，80歲，美國籃球裁判。
- 阿莫尼亞·薩默斯，79歲，烏拉圭女權主義者、教育家和小說家。
- 提姆·蘇斯特，51歲，英國作曲家和音樂作家。[4]
- 埃塞爾·特雷爾，68歲，美國政治家。[5]
- 喬·蒂普頓，72歲，美國棒球運動員。[6]

### 2日
- 克萊吉赫姆森，70歲，美國籃球運動員。
- 沃爾特·肯特，82歲，美國作曲家和指揮家。[7]
- 朱塞佩·拉·蘿吉亞，82歲，義大利政治家、律師和教師。
- 唐納德·M·麥金農，80歲，蘇格蘭哲學家和神學家。[8]
- 安妮塔·莫里斯，50歲，美國女演員、歌手和舞蹈家[9]
- 葉夫根尼婭·日古連科，73歲，第二次世界大戰期間的蘇聯飛行員和領航員，蘇聯英雄。
- 袁翰青，88歲，中國化學家

### 3日
- 艾達·格拉姆克，69歲，委內瑞拉散文家和詩人。
- 羅曼豪本斯托克-拉馬蒂，75歲，作曲家和音樂編輯。[10]
- 卡雷爾·克里爾，49歲，捷克斯洛伐克詩人，創作歌手和活動家[11]
- 比爾格·奧爾加奇，54歲，土耳其電影導演。
- 埃茲拉·斯通，76歲，美國演員和導演[12]
- 拉爾斯·維丁，69歲，瑞典作家和記者。
- 約翰·愛德華·威廉姆斯，71歲，美國作家、編輯和教授。
- 加里·伍德，52歲，美國橄欖球運動員。[13]

### 4日
- 林天助，榮休主教
- 李束为，作家
- 詹尼·阿古斯，76歲，義大利演員。[14]
- 阿尼巴爾，53歲，墨西哥摔跤手，腦癌。
- 約翰・坎迪，43歲，加拿大演員[15]
- 喬治·愛德華·休斯，75歲，愛爾蘭-紐西蘭哲學家和邏輯學家。
- 瑪麗-約瑟夫·萊米厄，91歲，加拿大天主教大主教和羅馬教廷外交官。

### 5日
- 阿卜杜拉·薩拉勒，77歲，阿拉伯葉門共和國總統。
- 約瑟夫·伯德塞爾，85歲，美國人類學家。[16]
- 阿諾德·布朗，66歲，加拿大政治家。[17]
- 揚·多布拉欽斯基，83歲，波蘭作家、小說家和政治家。[18]
- 阿卜杜勒-卡里姆·薩克爾，75歲，埃及足球運動員。[19]

### 6日
- 田吉茲·阿布拉澤，70歲，喬治亞電影導演、編劇和戲劇教師。[20]
- 馬內·巴伊奇，52歲，塞爾維亞中場
- 拉裡·艾勒，41歲，美國連環殺手
- 伊馮·費爾，51歲，美國歌手，癌症。
- 康拉德·海德坎普，88歲，德國足球運動員和經理。
- 梅利娜·迈尔库里，73歲，希臘女演員，歌手，活動家和政治家[21]
- 托尼·莫姆森，66歲，美國橄欖球運動員。[22]
- 則武謙，71歲，日本足球運動員。

### 7日
- 雷·阿塞爾，94歲，美國拳擊教練[23]
- 福圖納托·阿雷納，71歲，義大利特技演員和演員。
- 詹姆斯·漢尼根，65歲，羅馬天主教會愛爾蘭主教。
- 斯圖·霍佛思，81歲，美國棒球運動員。[24]

### 8日
- 默文·布羅根，79歲，澳大利亞陸軍將軍。
- 倫納德·K·卡森，70歲，美國空軍戰鬥機王牌。
- 羅斯瑪麗·杜克羅斯，92歲，英國航空先驅。
- 約翰·埃沃特，66歲，澳大利亞演員[25]
- 克努特·霍克里德，82歲，挪威軍官。
- 厄芙羅西尼亞·克斯諾夫斯卡婭，86歲，俄羅斯回憶錄作家和古拉格囚犯。
- 伊馮·馬丁，82歲，法國電影編輯。
- 布賴恩·麥高恩，58歲，澳大利亞政治家。[26]

### 9日
- 佐爾坦·貝克，82歲，羅馬尼亞足球運動員和教練。[27]
- 卡爾·威廉·伯汗，78歲，美國政治家。
- 威廉·佈雷斯，97歲，德國政治家，聯邦議院議員。
- 查理·布考斯基，73歲，德裔美國詩人、小說家和短篇小說作家[28]
- 保羅·杜布雷，90歲，法國數學家。[29]
- 埃爾比·弗萊徹，77歲，美國棒球運動員。[30]
- 喬恩·金奇，84歲，瑞士裔英國記者和歷史學家。[31]
- 摩伊·普蒂爾，77歲，美國搖擺爵士鼓手。
- 德維卡·拉尼，85歲，印度女演員。[32]
- 費爾南多·雷伊，76歲，西班牙演員[33]
- 勞倫斯·E·斯皮瓦克，93歲，美國出版商和記者。[34]

### 10日
- 羅傑·博克特，72歲，瑞士足球運動員。
- 魯伯特·布魯斯-米特福德，79歲，英國考古學家和學者。[35]
- 奧雷利奧・伽雷皮尼，76歲，義大利漫畫家和插畫家。[36]
- 皮埃爾-奧利維爾·拉皮，92歲，法國散文家和小說家。[37]
- 羅伯特·謝伊，61歲，美國小說家和記者。

### 11日
- 福斯塔夏倫特，95歲，義大利小說家、記者和政治活動家。
- 伊芙琳·加德納，90歲，英國社交名流。
- 阿爾多·普奇內利，73歲，義大利足球運動員和經理[38]
- 高品格，75歲，日本演員。
- 布蘭達·伍頓，66歲，英國民謠歌手和詩人。[39]

### 12日
- 戈迪·科爾曼，59歲，美國棒球運動員。[40]
- 菲力浦·道迪，68歲，法國抵抗運動成員，記者和小說家。[41]
- 弗蘭克·戈雷爾，66歲，美國政治家[42]
- 唐·約瑟夫，70歲，美國爵士音樂家。
- 穆罕默德·奧爾罕，86歲，奧斯曼王子，奧斯曼王朝首領[43]

### 13日
- 查良鑑
- 丹尼·巴克，85歲，美國爵士音樂家、歌手和作家。[44]
- 吉恩·古蓋，91歲，法國電影導演、編劇和電影製片人。
- 山姆·蘭茲諾，66歲，美國大學和籃球運動員。[45]
- 瑪莎·埃絲特·羅傑斯，79歲，美國護士、理論家和作家。[46]
- 巴迪·羅薩爾，80歲，美國棒球運動員。[47]
- 伊娃吉芬·芬克·馮·芬肯斯坦，90歲，美國政治家。
- 約翰·楊，83歲，美國建築師，心力衰竭。[48]

### 14日
- Tei Abal，61-62歲，巴布亞紐幾內亞政治家。[49]
- 莎莉·貝爾弗拉奇，57歲，美國作家和記者[50]
- 塞尔日·布吕松，65歲，法國自行車運動員和奧運選手。[51]
- 托尼·弗雷塔斯，85歲，美國棒球運動員。[52]
- 奧托·哈特曼，90歲，奧地利舞臺和電影演員。[53]
- 希拉·亨弗瑞斯，95歲，愛爾蘭政治活動家。
- 威利·霍布斯·摩爾，59歲，美國物理學家和工程師[54]
- 弗洛德·里德，66歲，美國橄欖球運動員。
- 因德拉·森，90歲，印度心理學家。
- 喬治·克拉斯，74歲，比利時自行車賽車手。

### 15日
- 查理·比文斯，55歲，美國橄欖球運動員。
- 比爾·格林，53歲，美國籃球運動員。[55]
- 傑克·哈格里夫斯，82歲，英國電視節目主持人和作家。
- M.K.英迪拉，77歲，印度小說家。[56]
- 湯姆·柯克，78歲，澳大利亞橄欖球運動員。
- 約瑟夫·科胡特，79歲，奧地利納粹集中營倖存者和作家。
- 于爾根·馮·曼格，71歲，德國演員和喜劇演員。[57]

### 16日
- 阿爾伯特·A·布爾曼，70歲，瑞士醫生
- 尼古拉斯·弗拉傑洛，66歲，美國作曲家和古典音樂指揮家。[58]
- 吉爾福德的紐金特男爵理查，86歲，英國政治家。
- 尼古拉·庫德利茨基，31歲，烏克蘭足球運動員
- 艾瑞克·休爾，37歲，美國職業棒球大聯盟球員[59]
- 菅貫太郎，59歲，日本演員，交通事故。

### 17日
- Kalyan Bulchand Advani，82歲，印度詩人、評論家和學者。[60]
- 夏洛特·奧爾巴赫，94歲，德國遺傳學家。[61]
- 威爾遜·霍默·埃爾金斯，85歲，美國教育家和大學行政人員。
- 沃爾特·揚卡，79歲，德國共產主義者、政治活動家和作家。[62]
- 艾倫吉卡爾·錢妮·庫魯維拉，71歲，印度海軍旗幟軍官。
- 埃爾斯沃思·威恩斯，82歲，美國網球冠軍[63]
- 梅·柴特琳，68歲，瑞典女演員，小說家和電影導演[64]

### 18日
- Mehboob Alam，46歲，巴基斯坦演員。[65]
- 威廉·伯格斯馬，72歲，美國作曲家和教師[66]
- 彼得·波格特，66歲，德國電視演員[67]
- 耶希雅·夏因，76歲，埃及電影製片人和演員。
- 安德魯·克勞福德，76歲，蘇格蘭演員。
- 大衛·金斯伯格，73歲，英國政治家。
- 埃尔温·科恩，82歲，奧地利乒乓球運動員。
- 君特·米塔格，67歲，德國政治家。[68]

### 19日
- 拉菲格·巴巴耶夫，57歲，亞塞拜然爵士音樂家，電影配樂作家，恐怖襲擊。
- 荷西·柯羅納·厄特喬，88歲，尼加拉瓜詩人、評論家、劇作家和外交官。[69]
- 吉姆·勞倫斯，75歲，美國作家。[70]
- 約瑟夫·邁克斯納，85歲，德國理論物理學家。
- 查理斯·帕里斯，82歲，美國漫畫家。[71]
- 本杰明·克莱门斯·斯通，61歲，英裔美國植物學家。

### 20日
- 伊拉莉雅·阿皮，32歲，義大利記者[72]
- 拉蒙·坎普斯，67歲，骯髒戰爭期間的阿根廷將軍
- 歐文·弗洛雷斯，69歲，波多黎各政治活動家。
- 路易斯·格里扎德，47歲，美國作家和幽默作家[73]
- 雷格·格羅斯，80歲，澳大利亞政治家。
- 米蘭赫羅瓦廷，44歲，義大利攝影師和攝影師[74]
- 阿方索·羅德里格斯·薩拉斯，54歲，西班牙足球運動員，結直腸癌。

### 21日
- 麥克唐納·凱里，81歲，美國演員[75]
- 莉莉·達米塔，89歲，法裔美國女演員和歌手[76]
- 弗朗茲·佩利坎，68歲，奧地利足球守門員。[77]
- 戴克·蘭保，52歲，美國演員[78]

### 22日
- 丹·哈特曼，43歲，美國音樂家和唱片製作人[79]
- 小霍頓·H·霍布斯，79歲，美國分類學家和癌症學家[80]
- 沃爾特·蘭茨，94歲，美國漫畫家和動畫師[81]
- 烏立克·波特拉，71歲，瑞士冰球運動員。[82]

### 23日
- 張震寰
- 路易士·唐納多·科洛西奧，44歲，墨西哥經濟學家和政治家，兇殺案。
- 南希·卡德納斯，59歲，墨西哥演員、詩人、作家和女權主義者。
- 阿爾瓦羅·德爾·波蒂略，80歲，西班牙羅馬天主教主教，主業團主教。[83]
- 朱列塔·玛西纳，73歲，義大利電影女演員[84]
- 戈爾·麥斯翠，81歲，古巴裔阿根廷商人，癌症。
- 唐納德·斯旺，70歲，威爾士音樂家、歌手和藝人[85]
- 寶拉·特魯曼，96歲，美國女演員[86]
- 瓦倫蒂娜·弗拉基米羅娃，66歲，烏克蘭裔俄羅斯女演員。
- 羅傑·沃爾夫，82歲，美國棒球運動員。[87]

### 24日
- 茲比格涅夫·格拉布，71歲，波蘭裔美國語言學家和斯拉夫主義者。
- 漢斯·雅各，85歲，德國足球運動員。[88]
- 約翰·L·梅，71歲，美國羅馬天主教大主教，腦癌。
- 瓦勒·瑙塔，77歲，荷蘭裔美國神經科學家。[89]
- 伊迪絲·波拉達，81歲，奧地利裔美國藝術史學家和考古學家。[90]
- 大衛·范·瓦克托，87歲，美國當代古典音樂作曲家。[91]
- 江一真，79歲，中共政治家。

### 25日
- 魯迪·費爾德，97歲，德國藝術總監和佈景設計師。[92]
- 安吉琳斯·費爾南德斯，69歲，西班牙裔墨西哥女演員和喜劇演員，肺癌。
- 伯納德·坎格羅，83歲，愛沙尼亞作家和詩人。[93]
- 馬克斯·珀蒂皮埃爾，95歲，瑞士政治家和法學家。[94]
- 赫蘇斯·巴爾加斯，89歲，菲律賓政治家。

### 26日
- 白庫珀，98歲，紐西蘭毛利人領袖。
- 瓦達德·哈姆迪，70歲，埃及女演員[95]
- 歐文·麥肯，86歲，南非天主教紅衣主教和記者。
- 瑪格麗特·米勒，79歲，美籍加拿大作家。[96]

### 27日
- 奧托邦塞瑪，84歲，荷蘭足球運動員和經理。[97]
- 弗朗西斯·唐納森，87歲，英國作家和傳記作家。[98]
- 伊莉莎白·施密德，81歲，德國考古學家和骨學家。[99]
- 勞倫斯·韋瑟比，86歲，美國政治家。[100]

### 28日
- 理查·布蘭德拉姆，82歲，英國陸軍軍官。
- 阿爾伯特·戈德曼，66歲，美國學者和作家。[101]
- 斯特凡·古沙，53歲，羅馬尼亞將軍，癌症。[102]
- 欧仁·尤内斯库，84歲，羅馬尼亞-法國劇作家。[103]
- 賽勒斯·朗沃思·倫德爾，86歲，美國植物學家。
- 艾拉·默奇森，61歲，美國短跑運動員和奧運冠軍[104]
- 溫德爾·奈爾斯，89歲，美國廣播電視播音員[105]

### 29日
- 保羅·格里莫，89歲，法國動畫師[106]
- 琳達·赫爾，39歲，美國詩人[107]
- 威廉·休斯頓·納徹，84歲，美國政治家[108]
- 查理斯·奧瑟，92歲，美國政治家。
- 比爾·特拉弗斯，72歲，英國演員、編劇和動物權利活動家[109]
- 江泽涵，91歲，中國數學家。

### 30日
- 伊娜·胡夫特，100歲，荷蘭畫家。[110]
- 萊斯利·霍華德·桑德斯，94歲，加拿大政治家和多倫多市長。
- 威廉·亞瑟·沃德，72歲，美國勵志作家。
- 席德·魏斯，79歲，美國爵士低音提琴手。[111]

### 31日
- 萊昂·德格雷勒，87歲，比利時政治家和納粹合作者[112]
- 亨利·古耶，95歲，法國哲學家和文學評論家[113]
- 威廉·亨利·漢斯，42歲，美國士兵和連環殺手[114]
- 美狄亞·賈帕裡澤，71歲，蘇聯/喬治亞女演員。
- 莫希布拉“莫”汗，56歲，巴基斯坦壁球運動員。
- 何塞·埃斯科瓦爾·薩利內特，85歲，西班牙漫畫作家和藝術家。[115]